# کورادو آنیچلی
کورادو آنیچلی (ایتالیایی: Corrado Annicelli؛ ‏ ۱ سپتامبر ۱۹۰۵ – ۲۸ اوت ۱۹۸۴) بازیگر اهل ایتالیا بود.
از فیلم‌ها یا برنامه‌های تلویزیونی که وی در آن نقش داشته‌است می‌توان به حوری آسمانی، ناپلئون و کاگلیوسترو اشاره کرد.